# Альтфатер Василь Михайлович
Альтфатер Василь Михайлович (1883—1919) — радянський військовий діяч з дворянської сім'ї.

## Життєпис
Закінчив Морську академію (1908). Учасник російсько-японської та Першої світової війни, контр-адмірал. Після Жовтневого перевороту — один з організаторів Радянського Військово-Морського Флоту. З лютого 1918 — помічник начальника Морського генштабу, учасник мирних переговорів у Бресті. З квітня 1918 — член Колегії Наркомату морських справ, з жовтня 1918 — член Реввійської Ради та перший командуючий морськими силами Радянської Республіки.